# Bad Religion/Diskografie
Diese Diskografie ist eine Übersicht über die musikalischen Werke der US-amerikanischen Punk-Band Bad Religion. Den Schallplattenauszeichnungen zufolge hat sie bisher mehr als 630.000 Tonträger verkauft. Ihre erfolgreichste Veröffentlichung ist das achte Studioalbum Stranger Than Fiction mit über 550.000 verkauften Einheiten.

## Alben

### Studioalben
| Jahr | Titel Musiklabel                             | Höchstplatzierung, Gesamtwochen, AuszeichnungChartplatzierungen (Jahr, Titel, Musiklabel, Platzierungen, Wochen, Auszeichnungen, Anmerkungen) | Höchstplatzierung, Gesamtwochen, AuszeichnungChartplatzierungen (Jahr, Titel, Musiklabel, Platzierungen, Wochen, Auszeichnungen, Anmerkungen) | Höchstplatzierung, Gesamtwochen, AuszeichnungChartplatzierungen (Jahr, Titel, Musiklabel, Platzierungen, Wochen, Auszeichnungen, Anmerkungen) | Höchstplatzierung, Gesamtwochen, AuszeichnungChartplatzierungen (Jahr, Titel, Musiklabel, Platzierungen, Wochen, Auszeichnungen, Anmerkungen) | Höchstplatzierung, Gesamtwochen, AuszeichnungChartplatzierungen (Jahr, Titel, Musiklabel, Platzierungen, Wochen, Auszeichnungen, Anmerkungen) | Anmerkungen                                               |
| Jahr | Titel Musiklabel                             | DE | AT | CH | UK | US | Anmerkungen                                               |
| ---- | -------------------------------------------- | --- | --- | --- | --- | --- | --------------------------------------------------------- |
| 1982 | How Could Hell Be Any Worse? Epitaph Records | — | — | — | — | — | Erstveröffentlichung: 19. Januar 1982                     |
| 1983 | Into the Unknown Epitaph Records             | — | — | — | — | — | Erstveröffentlichung: 30. November 1983                   |
| 1988 | Suffer Epitaph Records                       | — | — | — | — | — | Erstveröffentlichung: 8. September 1988                   |
| 1989 | No Control Epitaph Records                   | — | — | — | — | — | Erstveröffentlichung: 2. November 1989                    |
| 1990 | Against the Grain Epitaph Records            | — | — | — | — | — | Erstveröffentlichung: 23. November 1990                   |
| 1992 | Generator Epitaph Records                    | DE49 (14 Wo.)DE | — | — | — | — | Erstveröffentlichung: 13. März 1992                       |
| 1993 | Recipe for Hate Epitaph Records              | DE34 (9 Wo.)DE | — | — | — | — | Erstveröffentlichung: 4. Juni 1993                        |
| 1994 | Stranger Than Fiction Atlantic Records       | DE6 (15 Wo.)DE | AT27 (8 Wo.)AT | CH28 (5 Wo.)CH | — | US87 Gold · (7 Wo.)US | Erstveröffentlichung: 26. August 1994 Verkäufe: + 590.000 |
| 1996 | The Gray Race Sony                           | DE11 (23 Wo.)DE | AT15 (16 Wo.)AT | CH21 (12 Wo.)CH | — | US56 (5 Wo.)US | Erstveröffentlichung: 27. Februar 1996 Verkäufe: + 20.147 |
| 1998 | No Substance Atlantic Records                | DE28 (7 Wo.)DE | AT18 (6 Wo.)AT | — | — | US78 (2 Wo.)US | Erstveröffentlichung: 5. Mai 1998                         |
| 2000 | The New America Atlantic Records             | DE16 (7 Wo.)DE | AT47 (2 Wo.)AT | CH69 (5 Wo.)CH | — | US88 (2 Wo.)US | Erstveröffentlichung: 9. Mai 2000                         |
| 2002 | The Process of Belief Epitaph Records        | DE13 (8 Wo.)DE | AT41 (7 Wo.)AT | CH37 (6 Wo.)CH | — | US49 (5 Wo.)US | Erstveröffentlichung: 22. Januar 2002                     |
| 2004 | The Empire Strikes First Epitaph Records     | DE28 (3 Wo.)DE | — | CH82 (2 Wo.)CH | — | US40 (5 Wo.)US | Erstveröffentlichung: 2. Juni 2004                        |
| 2007 | New Maps of Hell Epitaph Records             | DE37 (4 Wo.)DE | AT64 (3 Wo.)AT | CH49 (2 Wo.)CH | — | US35 (5 Wo.)US | Erstveröffentlichung: 10. Juli 2007                       |
| 2010 | The Dissent of Man Epitaph Records           | DE33 (2 Wo.)DE | AT61 (1 Wo.)AT | CH79 (1 Wo.)CH | — | US35 (3 Wo.)US | Erstveröffentlichung: 28. September 2010                  |
| 2013 | True North Epitaph Records                   | DE10 (3 Wo.)DE | AT27 (1 Wo.)AT | CH14 (2 Wo.)CH | — | US19 (2 Wo.)US | Erstveröffentlichung: 22. Januar 2013 Verkäufe: + 20.000  |
| 2019 | Age of Unreason Epitaph Records              | DE8 (4 Wo.)DE | AT15 (2 Wo.)AT | CH16 (2 Wo.)CH | — | US73 (1 Wo.)US | Erstveröffentlichung: 3. Mai 2019                         |

grau schraffiert: keine Chartdaten aus diesem Jahr verfügbar

### Livealben
| Jahr | Titel Musiklabel    | Höchstplatzierung, Gesamtwochen, AuszeichnungChartplatzierungen (Jahr, Titel, Musiklabel, Platzierungen, Wochen, Auszeichnungen, Anmerkungen) | Höchstplatzierung, Gesamtwochen, AuszeichnungChartplatzierungen (Jahr, Titel, Musiklabel, Platzierungen, Wochen, Auszeichnungen, Anmerkungen) | Höchstplatzierung, Gesamtwochen, AuszeichnungChartplatzierungen (Jahr, Titel, Musiklabel, Platzierungen, Wochen, Auszeichnungen, Anmerkungen) | Höchstplatzierung, Gesamtwochen, AuszeichnungChartplatzierungen (Jahr, Titel, Musiklabel, Platzierungen, Wochen, Auszeichnungen, Anmerkungen) | Höchstplatzierung, Gesamtwochen, AuszeichnungChartplatzierungen (Jahr, Titel, Musiklabel, Platzierungen, Wochen, Auszeichnungen, Anmerkungen) | Anmerkungen                        |
| Jahr | Titel Musiklabel    | DE | AT | CH | UK | US | Anmerkungen                        |
| ---- | ------------------- | --- | --- | --- | --- | --- | ---------------------------------- |
| 1997 | Tested Epic Records | DE74 (3 Wo.)DE | AT49 (2 Wo.)AT | — | — | — | Erstveröffentlichung: Februar 1997 |

Weitere Livealben
- 2010: 30 Years Live (Epitaph Records)

### Kompilationen
- 1991: 80–85 (Epitaph Records)
- 1995: All Ages (Epitaph Records)
- 2002: Punk Rock Songs: The Epic Years (Epic Records)

### EPs
- 1981: Bad Religion (Epitaph Records)
- 1985: Back to the Known (Epitaph Records)
- 1991: New World Order: War #1 (Maximumrocknroll), gemeinsam mit Noam Chomsky
- 2013: Christmas Songs (Epitaph Records)

## Singles
| Jahr | Titel Album                                      | Höchstplatzierung, Gesamtwochen, AuszeichnungChartplatzierungen (Jahr, Titel, Album, Platzierungen, Wochen, Auszeichnungen, Anmerkungen) | Höchstplatzierung, Gesamtwochen, AuszeichnungChartplatzierungen (Jahr, Titel, Album, Platzierungen, Wochen, Auszeichnungen, Anmerkungen) | Höchstplatzierung, Gesamtwochen, AuszeichnungChartplatzierungen (Jahr, Titel, Album, Platzierungen, Wochen, Auszeichnungen, Anmerkungen) | Höchstplatzierung, Gesamtwochen, AuszeichnungChartplatzierungen (Jahr, Titel, Album, Platzierungen, Wochen, Auszeichnungen, Anmerkungen) | Höchstplatzierung, Gesamtwochen, AuszeichnungChartplatzierungen (Jahr, Titel, Album, Platzierungen, Wochen, Auszeichnungen, Anmerkungen) | Anmerkungen                              |
| Jahr | Titel Album                                      | DE | AT | CH | UK | US | Anmerkungen                              |
| ---- | ------------------------------------------------ | --- | --- | --- | --- | --- | ---------------------------------------- |
| 1994 | 21st Century (Digital Boy) Stranger Than Fiction | — | — | — | UK31 (2 Wo.)UK | — | Erstveröffentlichung: September 1994     |
| 1996 | Punk Rock Song The Gray Race                     | DE29 (21 Wo.)DE | — | — | — | — | Erstveröffentlichung: 1996               |
| 1998 | Raise Your Voice No Substance                    | DE92 (2 Wo.)DE | — | — | — | — | Erstveröffentlichung: 1998 feat. Campino |
| 2004 | Los Angeles Is Burning The Empire Strikes First  | — | — | — | UK67 (1 Wo.)UK | — | Erstveröffentlichung: 27. April 2004     |

Weitere Singles
- 1991: Atomic Garden
- 1993: American Jesus
- 1993: Struck a Nerve
- 1993: Lookin’ In
- 1994: Stranger Than Fiction
- 1994: Infected
- 1995: Incomplete
- 1996: A Walk
- 1996: The Streets of America
- 1997: Dream of Unity
- 1998: Shades of Truth
- 2000: New America
- 2000: I Love My Computer
- 2001: Sorrow
- 2002: Broken
- 2002: The Defense
- 2004: The Empire Strikes First
- 2007: Honest Goodbye
- 2007: New Dark Ages
- 2010: The Devil in Stitches
- 2010: Cyanide
- 2011: Wrong Way Kids
- 2012: Fuck You
- 2013: True North
- 2013: Father Christmas
- 2018: The Kids Are Alt-Right
- 2018: The Profane Rights of Man
- 2018: My Sanity
- 2019: Chaos from Within

## Videoalben und Musikvideos

### Videoalben
| Jahr | Titel Musiklabel                      | Höchstplatzierung, Gesamtwochen, AuszeichnungChartplatzierungen (Jahr, Titel, Musiklabel, Platzierungen, Wochen, Auszeichnungen, Anmerkungen) | Höchstplatzierung, Gesamtwochen, AuszeichnungChartplatzierungen (Jahr, Titel, Musiklabel, Platzierungen, Wochen, Auszeichnungen, Anmerkungen) | Höchstplatzierung, Gesamtwochen, AuszeichnungChartplatzierungen (Jahr, Titel, Musiklabel, Platzierungen, Wochen, Auszeichnungen, Anmerkungen) | Höchstplatzierung, Gesamtwochen, AuszeichnungChartplatzierungen (Jahr, Titel, Musiklabel, Platzierungen, Wochen, Auszeichnungen, Anmerkungen) | Höchstplatzierung, Gesamtwochen, AuszeichnungChartplatzierungen (Jahr, Titel, Musiklabel, Platzierungen, Wochen, Auszeichnungen, Anmerkungen) | Anmerkungen                        |
| Jahr | Titel Musiklabel                      | DE | AT | CH | UK | US | Anmerkungen                        |
| ---- | ------------------------------------- | --- | --- | --- | --- | --- | ---------------------------------- |
| 2006 | Live at the Palladium Epitaph Records | — | — | — | — | US18 (1 Wo.)US | Erstveröffentlichung: 7. März 2006 |

Weitere Videoalben
- 1990: Along the Way (Epitaph Records)
- 1992: Big Bang (Epitaph Records)
- 2000: The Riot (Epitaph Records)
- 2004: Punk Rock Songs: The Epic Years (Epic Records)

### Musikvideos
- 1988: Do What You Want
- 1991: Atomic Garden
- 1993: American Jesus
- 1993: Struck a Nerve
- 1994: Stranger Than Fiction
- 1994: 21st Century (Digital Boy)
- 1994: Infected (zwei Versionen)
- 1995: Incomplete
- 1996: A Walk
- 1996: Punk Rock Song
- 1996: The Streets of America
- 1996: Ten in 2010
- 1997: Dream of Unity
- 1998: Raise Your Voice
- 2000: New America
- 2001: Sorrow
- 2002: Broken
- 2004: Los Angeles Is Burning
- 2007: Honest Goodbye
- 2007: New Dark Ages
- 2011: Wrong Way Kids
- 2013: True North
- 2018: The Kids Are Alt-Right
- 2018: The Profane Rights of Man
- 2018: Do the Paranoid Style

## Boxsets
- 2010: Bad Religion (Epitaph Records)

## Statistik

### Chartauswertung
|                     | DE     | AT     | CH    | UK    | US     |
| ------------------- | ------ | ------ | ----- | ----- | ------ |
| Nummer-eins-Alben   | DE—DE  | AT—AT  | CH—CH | UK—UK | US—US  |
| Top-10-Alben        | DE3DE  | AT—AT  | CH—CH | UK—UK | US—US  |
| Alben in den Charts | DE13DE | AT10AT | CH9CH | UK—UK | US10US |

|                       | DE    | AT    | CH    | UK    | US    |
| --------------------- | ----- | ----- | ----- | ----- | ----- |
| Nummer-eins-Singles   | DE—DE | AT—AT | CH—CH | UK—UK | US—US |
| Top-10-Singles        | DE—DE | AT—AT | CH—CH | UK—UK | US—US |
| Singles in den Charts | DE2DE | AT—AT | CH—CH | UK2UK | US—US |

|                          | DE    | AT    | CH    | UK    | US    |
| ------------------------ | ----- | ----- | ----- | ----- | ----- |
| Nummer-eins-Videoalben   | DE—DE | AT—AT | CH—CH | UK—UK | US—US |
| Top-10-Videoalben        | DE—DE | AT—AT | CH—CH | UK—UK | US—US |
| Videoalben in den Charts | DE—DE | AT—AT | CH—CH | UK—UK | US1US |

### Auszeichnungen für Musikverkäufe
| Silberne Schallplatte - Europa (Impala) - 2014: für das Album True North Goldene Schallplatte - Kanada - 1998: für das Album Stranger Than Fiction - Finnland - 1998: für das Album The Gray Race - Schweden - 2000: für das Album Stranger Than Fiction |

Anmerkung: Auszeichnungen in Ländern aus den Charttabellen bzw. Chartboxen sind in ebendiesen zu finden.
| Land/RegionAuszeichnungen für Musikverkäufe (Land/Region, Auszeichnungen, Verkäufe, Quellen) | Silber  | Gold     | Platin | Verkäufe | Quellen              |
| -------------------------------------------------------------------------------------------- | ------- | -------- | ------ | -------- | -------------------- |
| Europa (Impala)                                                                              | Silber1 | —        | —      | (20.000) | Einzelnachweise      |
| Finnland (IFPI)                                                                              | —       | Gold1    | —      | 20.147   | ifpi.fi              |
| Kanada (MC)                                                                                  | —       | Gold1    | —      | 50.000   | musiccanada.com      |
| Schweden (IFPI)                                                                              | —       | Gold1    | —      | 40.000   | sverigetopplistan.se |
| Vereinigte Staaten (RIAA)                                                                    | —       | Gold1    | —      | 500.000  | riaa.com             |
| Insgesamt                                                                                    | Silber1 | 4× Gold4 | —      |          |                      |